# Vikár László
Vikár László (Szombathely, 1929. június 8. – 2017. május 12.) Széchenyi-díjas magyar zenetudós, nyugalmazott egyetemi tanár. Felesége Forrai Katalin zenepedagógus.

## Munkássága
Kodály Zoltán tanítványa, majd aspiránsaként kezdte munkásságát, melynek középpontjában a Közép-Volgavidéken élő finnugor és Török népek zenei hagyományainak vizsgálta és a magyar zenei őstörténet kutatása állt.
1952-60 között 4400 magyar népdalt gyűjt Magyarországon, a Felvidéken és Erdélyben.
1957-79 között 300 Volga vidéki faluban, Kodály hathatós közbenjárásával, elsősorban a mai Mari, Csuvas, Tatár és Baskír ASZSZK területén több mint 3600 zenei felvételt készít, azokat lejegyzi, elemzi és publikálja, Bereczki Gábor nyelvésszel közösen. Kutatási eredményei ma már a magyar kultúrtörténet fontos részét alkotják. Tapasztalatait, zenei kultúránk hírét a világ számos országában vitte el évtizedeken keresztül előadói, tanítói körútjai során, elsősorban Európában, Észak-Amerikában és Ázsiában. A Zeneakadémián több mint 30 éven át tanította a leendő zenei szakembereket a népzene értékeire és szeretetére. Fáradhatatlan szorgalma, mindig megalkuvásmentes, precíz kutatói magatartása kiváló példa az őt követő generációk számára.

## Tanulmányai
- 1939-47 Premontrei Francia Gimnázium, Gödöllő
- 1947-51 Zeneművészeti Főiskola, Középiskolai Tanárképző és Karvezető szak
- 1952-56 Zeneművészeti Főiskola, Zenetudományi szak, mesterei: Kodály Zoltán, Ádám Jenő, Bárdos Lajos és Vásárhelyi Zoltán
- 1956-60 Kodály Zoltán aspiránsa
- 1961 Kandidátus
- 1989 a Zenetudományok Doktora

## Szakmai útja
1960–95 az MTA Népzenekutató Csoportjának, majd később az MTA Zenetudományi Intézet Népzenei Osztályának dolgozója, 1973-tól tudományos főmunkatársi, 1977-től  osztályvezetői, 1991-től nyugállományba vonulásáig tudományos tanácsadói, igazgató helyettesi beosztásban.
1970–2003 a Liszt Ferenc Zeneművészeti Egyetem Elméleti Tanszékének népzene tanára, 1973-tól, adjunktusi, 1982-től docensi, majd 2000-től egyetemi tanári kinevezéssel.
1960–95 USA és Kanada számos egyetemén tanít, meghívott professzorként (Calgary Egyetem Kanada, Houston Texas Állami Egyetem USA, Utah Brigham Young Egyetem USA, stb.).

## Főbb művei
Több mint 100 publikáció, ezen túl a legfontosabb könyvek:
- Vikár László–Bereczki Gábor: Cheremis folksongs; angolra ford. Gombos Imre; Akadémiai, Bp., 1971
- A. Adnan Saygun: Béla Bartók's folk music research in Turkey; szerk. Vikár László; Akadémiai, Bp., 1976
- Vikár László–Bereczki Gábor: Chuvash folksongs; angolra ford. Gombos Imre; Akadémiai, Bp., 1979
- Erdők éneke. Finnugor népek 100 népdala / Metsien laulu / Songs of the forest / Pesznya leszov; gyűjt., vál. Vikár László, Szíj Enikő; Corvina, Bp., 1985
- Songs of the Wood, 1985 Calgary (Canada)
- Reflections on Kodály; szerk. Vikár László; International Kodály Society, Bp., 1985
- Volga-Káma-Bjelaja vidéki finnugor és török népzenegyűjtés 1958-1979 / Collection of Finno-Ugrian and Turkic folk music in the Volga-Kama-Belaya region; MTA Zenetudományi Intézet, Bp., 1986
- Vikár László–Bereczki Gábor: Votyak folksongs; angolra ford. Gombos Imre; Akadémiai, Bp., 1989
- A volga-kámai finnugorok és törökök dallamai; MTA Zenetudományi Intézet, Bp., 1993
- Vikár László–Bereczki Gábor: Tatar folksongs; angolra ford. Pokoly Judit; Akadémiai, Bp., 1999
- Röpülj, madár, röpülj... 160 karádi népdal; gyűjt., sajtó alá rend. és leírta Vikár László; Karád Község Önkormányzata, Karád, 2000
- Volgán innen, Volgán túl. Naplójegyzetek a magyar őshaza vidékéről; Balassi, Bp., 2002
- Dunán innen, Dunán túl. Gyűjtőnapló 1952. január 17–1964. május 1.; Hagyományok Háza, Bp., 2003 + CD

## Szervezeti tagságok
- Nemzetközi Kodály Társaság alelnöke, 1975-93
- Magyar Kodály Társaság alelnöke, 1978-84
- Hagyományos Zene Nemzetközi Tanácsa, Nemzeti Bizottságának elnöke
- MTA Uralisztikai Komplex Bizottság, Magyar Őstörténeti Bizottság tagja
- MTA Zenetudományi Bizottság tagja
- Liszt  Ferenc Zeneművészeti Egyetem Doktori Tanácsa
- Csuvas Tudományos Akadémia tagja